# Halebank
Halebank est une paroisse civile du Cheshire, en Angleterre.